# غافين كار
غافين كار (بالإنجليزية: Gavin Carr)‏ هو موزع بريطاني، ولد في القرن العشرين.